# Сагайдак, Андрей Васильевич
Андре́й Васи́льевич Сагайда́к (укр. Андрій Васильович Сагайдак; 2 января 1989, Ливчицы, Львовская область) — украинский футболист, защитник

## Биография

### Клубная карьера
Выпускник СДЮШОР «Карпаты». С 2006 года выступал за дубль львовских «Карпат» и вторую команду «Карпат», которая играет во второй лиге Украины. 23 мая 2009 года дебютировал в Премьер-лиге Украины в матче «Арсенал» — «Карпаты» (4:0), провёл на поле 46 минут, после чего был заменён Тарасом Петровским.
24 февраля 2011 года отдан в аренду в одесский «Черноморец» с правом выкупа, однако по окончании срока аренды это право реализовано не было. В августе 2011 года Сагайдак перешёл в ивано-франковского «Прикарпатье», где сразу стал основным игроком команды.
Через хорошую игру футболиста заметил лидер Первой лиги ужгородская «Говерла-Закарпатье», куда футболист и перешёл в феврале 2012 года и в первом же сезоне помог команде выиграть Первую лигу и вернуться в Премьер-лигу. Однако в начале июля 2012 года в команде произошли серьёзные кадровые изменения и стало известно, что Сагайдак покинул закарпатский клуб.
В июле 2012 года подписал контракт с новичком первой лиги ФК «Полтава» за который играл до конца 2012 года. В феврале 2013 года перешёл на правах аренды в черновицкую «Буковину».

### Карьера в сборной
Выступал за юношескую сборную Украины до 19 лет.